# Carrossel: O Filme
Carrossel: O Filme é um filme brasileiro que estreou em 23 de julho de 2015, baseado na telenovela homônima, que por sua vez foi baseada na telenovela mexicana Carrusel, de 1989. Jean Paulo Campos, Larissa Manoela, Maisa Silva, Paulo Miklos e Oscar Filho interpretam os personagens centrais. A realização do longa-metragem é uma parceria do SBT Filmes, Televisa Cine, Paris Filmes, Downtown Filmes e RioFilme. Recebeu menção honrosa no 15° Grande Prêmio do Cinema Brasileiro.

## Enredo
Em férias, os alunos da Escola Mundial viajam para o acampamento Panapaná, pertencente ao avô de Alicia. Lá eles participam de uma gincana organizada pelo senhor Campos, que faz o possível para que as crianças se divirtam para valer. Entretanto, a chegada de Gonzales agita o local, já que ele representa uma incorporadora que pretende comprar o terreno do acampamento para transformá-lo em uma fábrica poluidora. Para atingir seu objetivo, Gonzales e seu fiel parceiro Gonzalito usam de todos os artifícios maléficos possíveis, inclusive sabotar o acampamento e difamar seu Campos.

## Elenco
Rosanne Mulholland, a professora Helena, acabou sendo convidada para estrelar o projeto, entretanto rejeitou, pois ao fim da novela retornou para a TV Globo.
Victória Diniz, que interpretou Bibi, é a única do elenco infantil da novela que não participou do filme, pois fora contratada pela Record TV para integrar o elenco da novela Vitória na época das gravações.

### Infantil
| Ator/Atriz        | Personagem            | Ref.   |
| ----------------- | --------------------- | ------ |
| Jean Paulo Campos | Cirilo Rivera         |        |
| Larissa Manoela   | Maria Joaquina Medsen |        |
| Maisa Silva       | Valéria Ferreira      |        |
| Matheus Ueta      | Kokimoto Mishima      |        |
| Nicholas Torres   | Jaime Palillo         | [ 7 ]  |
| Fernanda Concon   | Alícia Gusman         |        |
| Guilherme Seta    | Davi Rabinovich       |        |
| Lucas Santos      | Paulo Guerra          | [ 8 ]  |
| Stefany Vaz       | Carmen Carrilho       |        |
| Thomaz Costa      | Daniel Zapata         |        |
| Ana Zimerman      | Marcelina Guerra      |        |
| Esther Marcos     | Margarida Garcia      | [ 9 ]  |
| Leo Belmonte      | Jorge Cavalieri       |        |
| Gustavo Daneluz   | Mário Ayala           | [ 10 ] |
| Konstantino Atan  | Adriano Ramos         |        |
| Aysha Benelli     | Laura Gianolli        | [ 11 ] |

### Adulto
| Ator/Atriz         | Personagem       | Ref.   |
| ------------------ | ---------------- | ------ |
| Paulo Miklos       | Gonzales         |        |
| Oscar Filho        | Gonzalito        |        |
| Gabriel Calamari   | Alan Campos      |        |
| Orival Pessini     | Sr. Campos       |        |
| Noemi Gerbelli     | Diretora Olívia  |        |
| Márcia de Oliveira | Graça            |        |
| Márcia Manfredini  | Tereza           | [ 12 ] |
| Carlinhos Aguiar   | Jurandir         |        |
| Eduardo Estrela    | Chefe de polícia | [ 13 ] |
| Valéria Zoppello   | Repórter         | [ 14 ] |

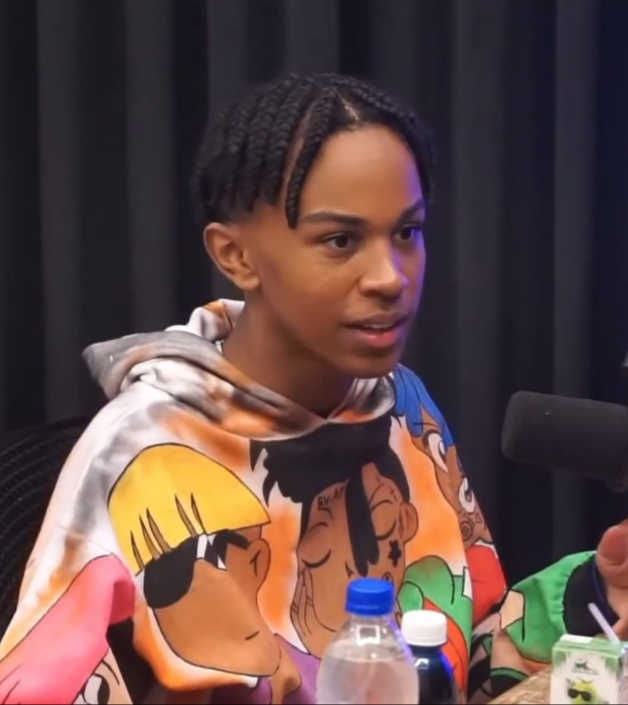
Jean Paulo Campos como o amigável Cirilo Rivera.
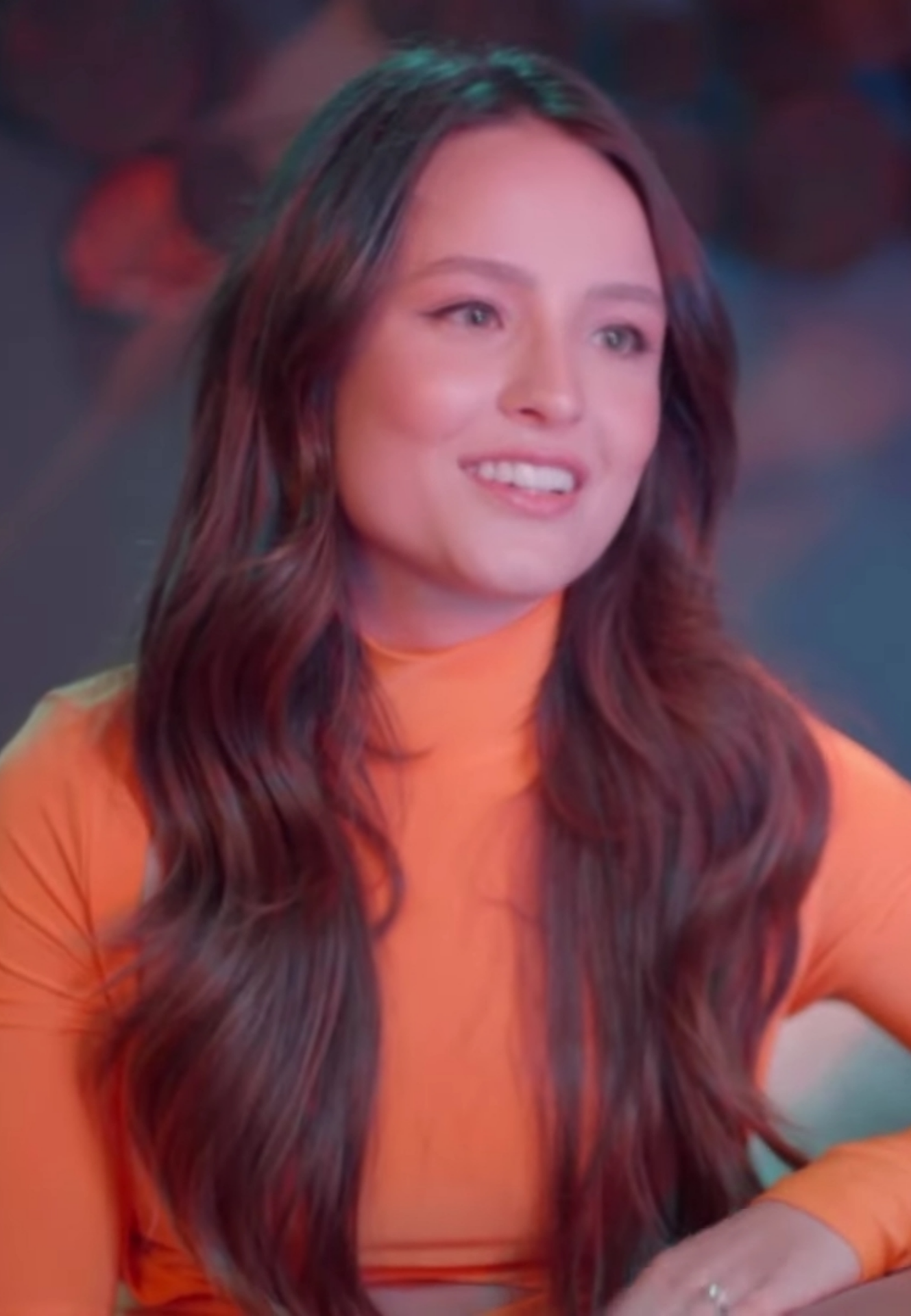
Larissa Manoela como a rica arrogante Maria Joaquina Medsen.
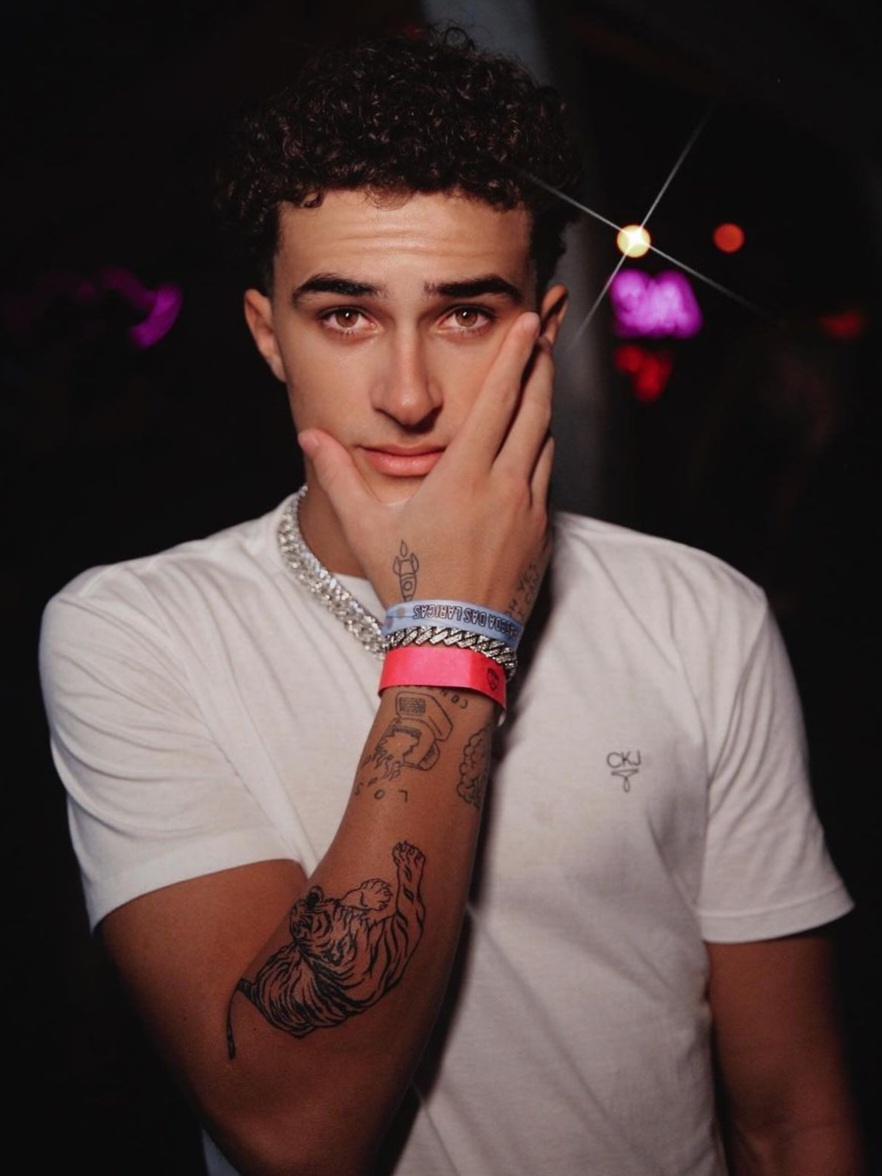
Guilherme Seta como o romântico Davi Rabinovich.
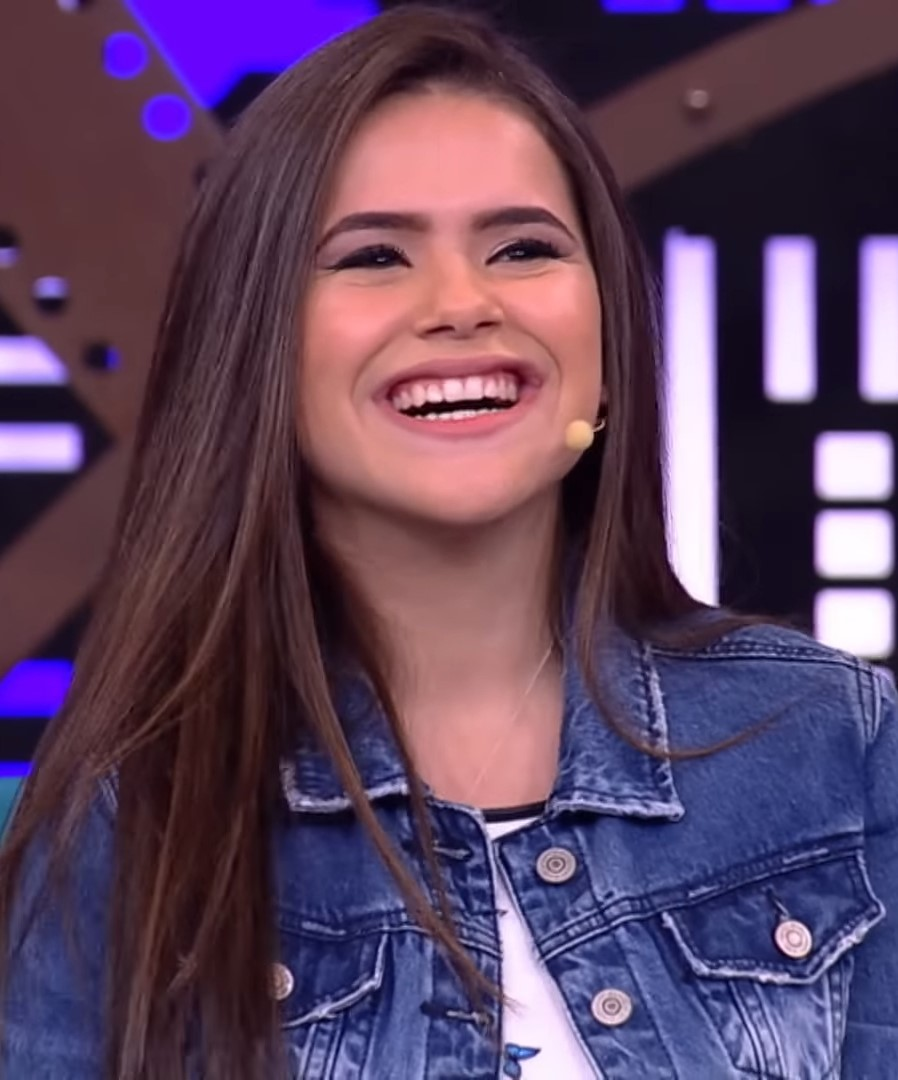
Maisa Silva como a ciumenta Valéria Ferreira.
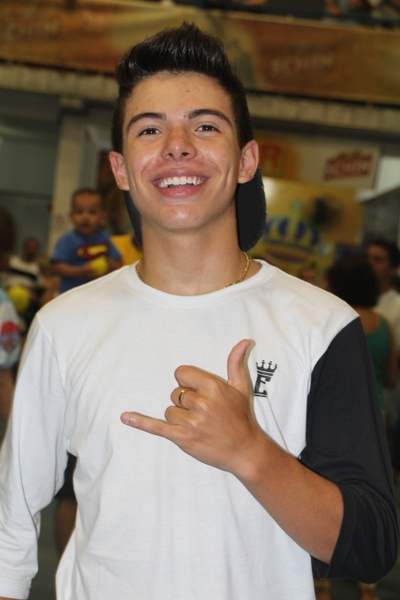
Thomaz Costa como o estudioso Daniel Zapata.
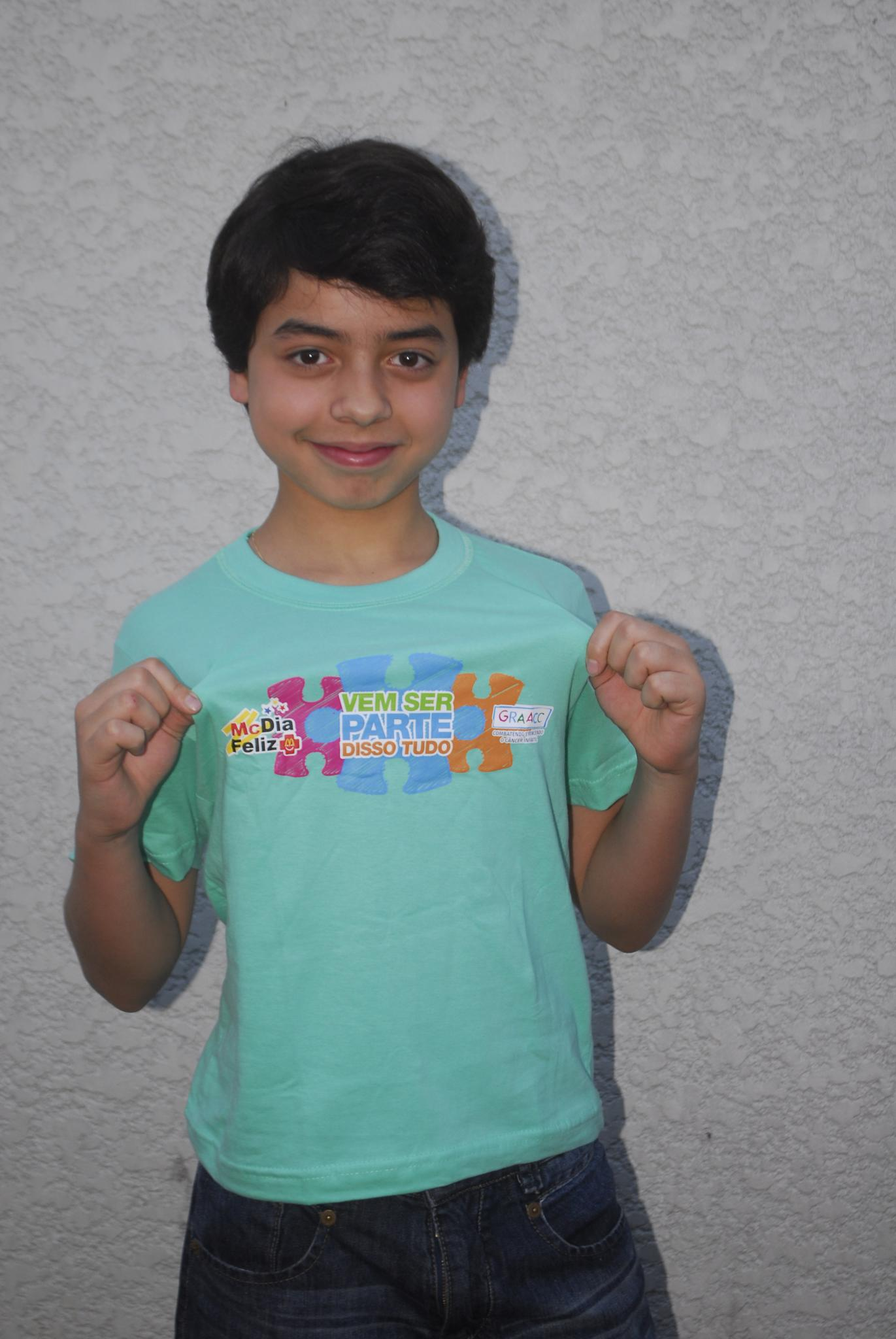
Gustavo Daneluz como o amoroso Mário.
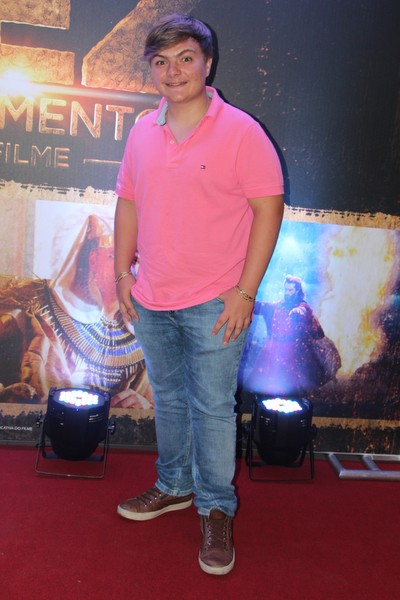
Konstantino Atan como o sonhador Adriano.
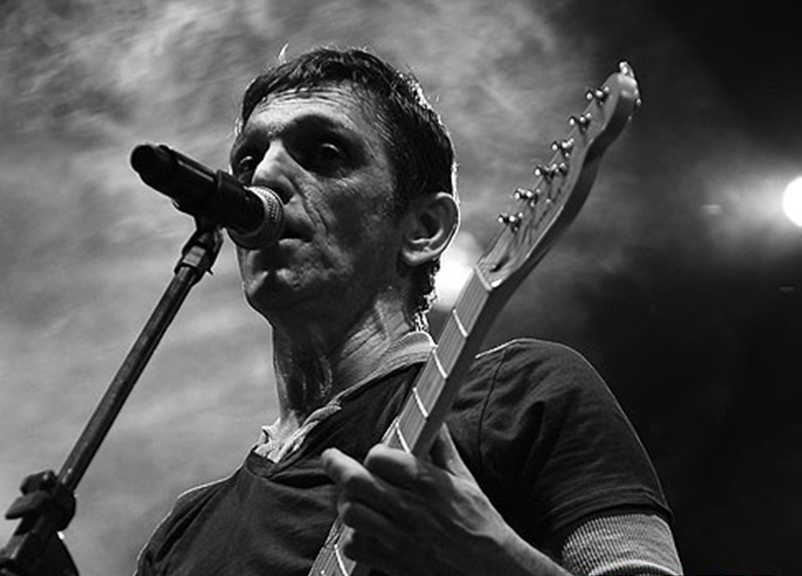
Paulo Miklos como o vilão Gonzales.
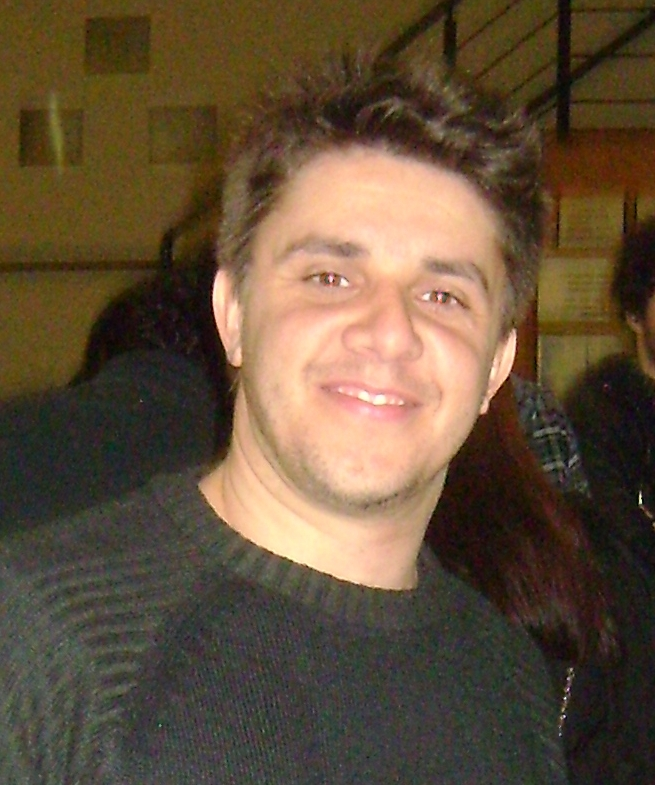
Oscar Filho como vilão Gonzalito.
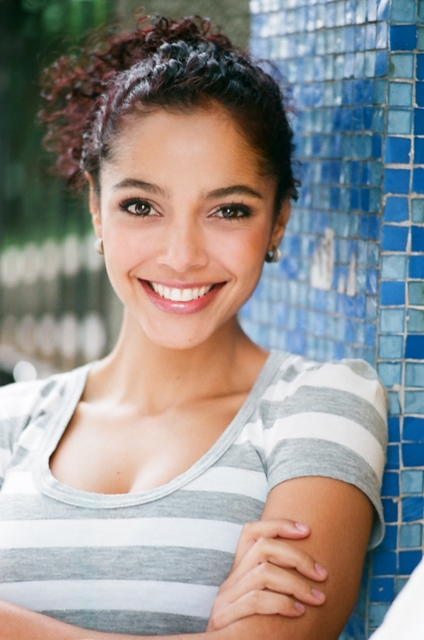
Márcia de Oliveira como a cômica Graça.

## Produção

### Roteiro
Os boatos de um filme baseado na novela surgiram ainda em 2013, mas a decisão da produção só foi feita em 2014 após a conclusão das gravações do seriado Patrulha Salvadora. O roteiro do filme foi discutido com Íris Abravanel, que pediu que o mesmo mantivesse o aspecto "a intenção principal é que essas crianças cresçam com bons valores". Enquanto a novela Carrossel é mais focada em situações cotidianas, o filme é composto pelos gêneros ação, aventura e musical.
Questionado sobre qual a faixa etária do público que iria assistir o filme, um dos diretores do filme, Mauricio Eça, disse: "Ainda estamos tentando entender o público do filme, porque em princípio é o das crianças até 12 anos, mas muitos pais que estão levando os filhos também viam a novela com eles e estão amando. Para eles criamos os vilões, que estão funcionando."
Sobre o novo gênero e a continuação do filme em relação a novela, ele adicionou: "Na novela, o Cirilo sempre foi apaixonado por Maria Joaquina, e ela lhe dava o maior gelo. O que o público esperava era o beijo dos dois. A parte 'romance' de Carrossel, o filme, provoca suspiros, aplausos, mas a nova ênfase sempre foi a aventura. Revimos os clássicos Os Goonies, Esqueceram de Mim. [...] tem até uma citação [do filme Esqueceram de Mim]."
"[Foi adicionada a aventura] porque se passaram três anos desde o fim da novela. As crianças cresceram e não poderiam reproduzir o mesmo tipo de experiência. Quando cheguei ao projeto, a história já estava ambientada no acampamento de férias, mas não havia um roteiro definitivo. Trabalhamos bastante até chegar ao produto final, convencidos de que o tema, no acampamento, é o rito de passagem. As crianças aprendem a ser independentes, passam a primeira noite fora, dão o primeiro beijo. E, por estarmos no acampamento, com muita atividade física, ampliou-se o espaço da aventura."
Ele completou dizendo que o filme não iria discutir sobre sexualidade já que teria que ser "para maiores de 18 anos".

### Gravações
As gravações começaram no início de dezembro de 2014 no Acampamento Águias da Serra em São Paulo e terminaram em 2 de fevereiro de 2015. As gravações do filme ocorriam todos os dias, com restrições impostas pela Organização Internacional do Trabalho (oito horas de gravações diárias entre as 8 e as 22 horas com folgas nos finais de semana).
Devido aos riscos, para as cenas gravadas no lago foram oferecidos dublês para o elenco, mas o mesmo os recusou. Para gravar a cena em que as crianças participam de uma gincana, no Engenheiro Marsilac, extremo sul de São Paulo, elas tiveram que ficar mais de uma hora debaixo do sol.
Os moradores da Águias da Serra, local de gravação do filme, reclamaram que não podiam fazer barulho e estavam incomodados com o tráfego intenso de vans e caminhões com equipamentos, com os atores e a produção. Ainda segundo os moradores o comprometimento das gravações estaria sujeito a intervenção da polícia.

## Divulgação
O anúncio oficial do filme foi feito no telejornal SBT Brasil no dia 16 de janeiro de 2015. O primeiro trailer foi lançado em 7 de abril de 2015. O trailer oficial foi lançado em 17 de junho de 2015. No dia 4 de julho de 2015 na pré-estreia do Shopping Internacional de Guarulhos, Larissa Manoela compareceu usando um colar cervical devido a uma queda de cavalo que sofreu durante as gravações de Cúmplices de um Resgate. Do elenco do filme, também estiveram presentes no dia Maisa Silva e Aysha Benelli.
Em 7 de julho de 2015, Maisa Silva, Jean Paulo Campos, Lucas Santos, Stefany Vaz, Paulo Miklos e Oscar Filho estiveram em um hotel de São Paulo para conversar com os jornalistas sobre o filme.
Em 11 de julho de 2015, Maisa participou da divulgação do filme na coletiva de imprensa do Cinemark Downtown, no Rio de Janeiro. Também estiveram presentes na coletiva de imprensa Tiago Abravanel, Márcio Garcia e Paulo Miklos. A pré-estreia do filme nos cinemas ocorreu em algumas sessões entre 16 e 22 de julho de 2015, a estreia oficial foi no dia seguinte.

## Lançamento em mídia
O lançamento em DVD ocorreu em 23 de setembro do mesmo ano, com o filme ainda em cartaz nos cinemas. A versão do filme em vídeo de alta definição não foi lançada em blu-ray, mas em formato digital, estando disponível para venda no iTunes desde o início de setembro.

## Recepção

### Crítica
Gabriella Feola, em análise para o site Omelete, classificou o filme como "regular" e disse que ele "entra no espírito da Sessão da Tarde" e "o roteiro é mal amarrado e as cenas de guerra de travesseiro, brincadeiras no lago e aventuras no mato são emendadas uma nas outras como se fizessem parte de um checklist de imagens essenciais para entreter o público infanto-juvenil e, na verdade, não se conectam com nada da trama." ... "Ao mesmo tempo, o filme se sai melhor que o modelo Xuxa/Didi de filmes infantis".
Pedro Tritto, para o Cineclick, disse que "mesmo deixando de lado alguns temas importantes que Carrossel procurou discutir, como racismo e desigualdade social, é interessante ver que a adaptação cinematográfica da versão brasileira da novela, dirigida por Mauricio Eça e Alexandre Boury, pelo menos, tentou manter as principais características dos personagens".
David Arrais, para o Cinema com Rapadura, disse que "o roteiro é bastante simples e genérico, voltado para o público infantil que acompanha o programa na TV. Chega a ser lamentável que alguns profissionais que criam para esse público ainda pareçam acreditar que a única mensagem educativa que pode ser transmitida para crianças seja a de proteção do meio ambiente. Apesar disso, o filme acerta ao se dedicar naquilo que melhor funciona: a química entre o elenco".

### Bilheteria
No primeiro fim de semana o filme teve as salas mais cheias em média por espectador, vendendo 467 mil ingressos e ficando em terceiro lugar no ranking dos filmes mais assistidos no Brasil, atrás de Pixels e Homem-Formiga. A partir da segunda semana o número de bilhetes vendidos de Carrossel passou a cair consecutivamente.
Na oitava semana em cartaz, Carrossel: O Filme arrecadou mais de 4.3 milhões de reais, vendendo 2 526 720 de ingressos. Depois de quase um mês o filme rendeu mais de 27 milhões de reais recuperando assim totalmente o orçamento do estúdio de 5.7 milhões de reais.

## Sequência
Logo após a estreia do filme, sua recepção e bilheteria foram tão grandiosas que fez as produtoras Paris Filmes e SBT Filmes confirmarem uma sequência para 2016. O filme Carrossel 2: O Sumiço de Maria Joaquina foi lançado no 7 de julho de 2016 de 2016, um ano após o lançamento do primeiro filme.

## Prêmio
Em 2016, o longa recebeu 23 indicações para o 15° Grande Prêmio do Cinema Brasileiro. Recebeu menção honrosa.